# خناوین
خَناوین، روستایی از توابع بخش کوهسار و در شهرستان سلماس استان آذربایجان غربی ایران است.
این روستا در فاصلهٔ کمی از مرز ترکیه واقع شده‌است. روستای قزلجه اولین روستای ترکیه در آن سوی مرز از راه خناوین است.
مرکز تلفن روستاهای خناوین، تمر، دلزی، سرای ملک، کوزه‌رش، بالکان، استون‌رش، و شهر تازه‌شهر در تاریخ ۴ شهریور ۱۳۸۶ به‌صورت متمرکز افتتاح شد.

## جمعیت
این روستا در دهستان شپیران قرار داشته و بر اساس سرشماری سال ۱۳۸۵ جمعیت آن ۳۴۳نفر (۵۵ خانوار) بوده‌است.